# الكنز المفقود
الكنز المفقود مسلسل أنمي ياباني عرض لأول مره في 18 أكتوبر 1997 واستمر عرضه حتى 23 مايو 1998 . تمت دبلجة المسلسل للغة العربية .

## روابط خارجية
- قالب:Dopp
- الكنز المفقود على موقع ANN anime (الإنجليزية)